# Elezioni regionali in Valle d'Aosta del 1963
Le elezioni per il rinnovo del IV Conseil de la Vallée / Consiglio Regionale della Valle d'Aosta si sono svolte il 27 ottobre 1963.
In questa consultazione elettorale, per la prima volta si è votato come nel resto d’Italia con un sistema elettorale proporzionale puro e con la possibilità di esprimere un massimo di tre preferenze personali, ma tutte all'interno della stessa lista. Le conseguenze in termini di instabilità governativa furono immediate: se in un primo momento continuò l’alleanza in essere fra Union Valdôtaine e socialcomunisti, nel 1966 un confuso ribaltone di alleanze dei socialisti parallelo ad indagini di corruzione, la “crisi del fil di ferro”, portò al potere la DC, partito di maggioranza relativa.
L'affluenza si è attestata al 91,4% degli aventi diritto.

## Risultati elettorali
| Partiti                                        | voti   | voti (%) | seggi |
| ---------------------------------------------- | ------ | -------- | ----- |
| Democrazia Cristiana (DC)                      | 23.695 | 37,42%   | 13    |
| Partito Comunista Italiano (PCI)               | 15.374 | 24,28%   | 9     |
| Union Valdôtaine (UV)                          | 12.930 | 20,42%   | 7     |
| Partito Socialista Italiano (PSI)              | 3.170  | 5,01%    | 2     |
| Partito Liberale Italiano (PLI)                | 3.136  | 4,95%    | 2     |
| Raggruppamento Indipendente Valdostano (RIV)   | 2.077  | 3,28%    | 1     |
| Partito Socialista Democratico Italiano (PSDI) | 1.628  | 2,57%    | 1     |
| Movimento Sociale Italiano (MSI)               | 682    | 1,08%    | 0     |
| Union Démocratique Valdôtaine (UDV)            | 634    | 1,00%    | 0     |
| Totale                                         | 63.326 | 100,00%  | 35    |
|                                                |        |          |       |

Fonti: Ministero dell'Interno, ISTAT, Istituto Cattaneo, Consiglio Regionale della Valle d'Aosta